# A Sliders epizódjainak listája
Ez a cikk a Sliders című sorozat epizódjait listázza.

## Évados áttekintés
| Évad | Évad | Epizódok | Eredeti sugárzás     | Eredeti sugárzás  | Eredeti adó |
| Évad | Évad | Epizódok | Évadpremier          | Évadfinálé        | Eredeti adó |
| ---- | ---- | -------- | -------------------- | ----------------- | ----------- |
|      | 1    | 10       | 1995. március 22.    | 1995. május 17.   | FOX         |
|      | 2    | 13       | 1996. március 1.     | 1996. július 12.  | FOX         |
|      | 3    | 25       | 1996. szeptember 20. | 1997. május 16.   | FOX         |
|      | 4    | 22       | 1998. június 8.      | 1999. április 23. | SyFy        |
|      | 5    | 18       | 1999. június 11.     | 2000. február 4.  | SyFy        |

## 1. évad (1995)
| Sor. | Év. | Cím                                   | Rendező         | Író                                                   | Premier           |
| ---- | --- | ------------------------------------- | --------------- | ----------------------------------------------------- | ----------------- |
| 1.   | 1.  | Bevezető 1. rész (Pilot Part 1)       | Andy Tennant    | Történet: Robert K. Weiss Tévéjáték: Tracy Tormé      | 1995. március 22. |
| 2.   | 2.  | Bevezető 2. rész (Pilot Part 2)       | Andy Tennant    | Történet: Robert K. Weiss Tévéjáték: Tracy Tormé      | 1995. március 22. |
| 3.   | 3.  | Láz (Fever)                           | Mario Azzopardi | Ann Powell & Rose Schacht                             | 1995. március 29. |
| 4.   | 4.  | Az utolsó napok (Last Days)           | Michael Keusch  | Dan Lane                                              | 1995. április 5.  |
| 5.   | 5.  | A sirámok hercege (Prince of Wails)   | Félix Alcalá    | Lee Goldberg & William Rabkin                         | 1995. április 12. |
| 6.   | 6.  | A szerelem nyara (Summer of Love)     | Mario Azzopardi | Tracy Tormé                                           | 1995. április 19. |
| 7.   | 7.  | Tojásfejek (Eggheads)                 | Timothy Bond    | Történet: Jacob Epstein Tévéjáték: Scott Smith Miller | 1995. április 26. |
| 8.   | 8.  | Nőuralom (The Weaker Sex)             | Vern Gillum     | Dawn Prestwich & Nicole Yorkin                        | 1995. május 3.    |
| 9.   | 9.  | A király visszatér (The King Is Back) | Vern Gillum     | Tracy Tormé                                           | 1995. május 10.   |
| 10.  | 10. | A sors keze (Luck of the Draw)        | Les Landau      | Jon Povill                                            | 1995. május 17.   |

## 2. évad (1996)
| Sor. | Év. | Cím                                                           | Rendező         | Író                                                                        | Premier           |
| ---- | --- | ------------------------------------------------------------- | --------------- | -------------------------------------------------------------------------- | ----------------- |
| 11.  | 1.  | Irány a misztikum (Into the Mystic)                           | Richard Compton | Tracy Tormé                                                                | 1996. március 1.  |
| 12.  | 2.  | A szerelem istenei (Love Gods)                                | John McPherson  | Tony Blake & Paul Jackson                                                  | 1996. március 8.  |
| 13.  | 3.  | Gillian és a szellemek (Gillian of the Spirits)               | Paris Barclay   | Tony Blake & Paul Jackson                                                  | 1996. március 15. |
| 14.  | 4.  | A jó, a rossz és a kapzsi (The Good, the Bad and the Wealthy) | Oscar L. Costo  | Scott Smith Miller                                                         | 1996. március 22. |
| 15.  | 5.  | El Sid (El Sid)                                               | Paris Barclay   | Jon Povill                                                                 | 1996. március 29. |
| 16.  | 6.  | Megismételt világ (Time Again and World)                      | Vern Gillum     | Jacob Epstein                                                              | 1996. április 5.  |
| 17.  | 7.  | In Dino Veritas (In Dino Veritas)                             | Oscar L. Costo  | Steve Brown                                                                | 1996. április 26. |
| 18.  | 8.  | Csúszás okozta tünetek (Post Traumatic Slide Syndrome)        | Adam Nimoy      | Nan Hagan                                                                  | 1996. május 3.    |
| 19.  | 9.  | A megszállott (Obsession)                                     | Colin Bucksey   | Történet: Steve Brown Tévéjáték: Jon Povill                                | 1996. május 24.   |
| 20.  | 10. | A maffia hálójában (Greatfellas)                              | Allan Eastman   | Történet: Sean Clark Tévéjáték: Scott Smith Miller                         | 1996. május 31.   |
| 21.  | 11. | Fiatalok és könyörtelenek (The Young and the Relentless)      | Richard Compton | Történet: Michael X. Fernaro Tévéjáték: T. Edward Anthony & Von Whisenhant | 1996. június 7.   |
| 22.  | 12. | Az invázió (Invasion)                                         | Richard Compton | Tracy Tormé                                                                | 1996. június 28.  |
| 23.  | 13. | A visszafordított idő (As Time Goes By)                       | Richard Compton | Steve Brown                                                                | 1996. július 12.  |

## 3. évad (1996-1997)
| Sor. | Év. | Cím                                            | Rendező           | Író                                                                                 | Premier              |
| ---- | --- | ---------------------------------------------- | ----------------- | ----------------------------------------------------------------------------------- | -------------------- |
| 24.  | 1.  | Irány a célvonal (Rules of the Game)           | Oscar L. Costo    | Josef Anderson                                                                      | 1996. szeptember 20. |
| 25.  | 2.  | Megváltozott koordináták (Double Cross)        | Richard Compton   | Tony Blake & Paul Jackson                                                           | 1996. szeptember 27. |
| 26.  | 3.  | Viharos tájakon (Electric Twister Acid Test)   | Oscar L. Costo    | Scott Smith Miller                                                                  | 1996. október 4.     |
| 27.  | 4.  | Az őrangyal (The Guardian)                     | Adam Nimoy        | Tracy Tormé                                                                         | 1996. október 11.    |
| 28.  | 5.  | Álommesterek (The Dream Masters)               | Jefery Levy       | Történet: Scott Smith Miller & Melinda M. Snodgrass Tévéjáték: Melinda M. Snodgrass | 1996. október 18.    |
| 29.  | 6.  | Harc a vízért (Desert Storm)                   | Jim Johnston      | Matt Dearborn                                                                       | 1996. november 1.    |
| 30.  | 7.  | Mallory lovag (Dragonslide)                    | David Livingston  | Tony Blake & Paul Jackson                                                           | 1996. november 8.    |
| 31.  | 8.  | A belső tűz (The Fire Within)                  | Jefery Levy       | Josef Anderson                                                                      | 1996. november 15.   |
| 32.  | 9.  | A trónörökös szülőatyja (The Prince of Slides) | Richard Compton   | Eleah Horwitz                                                                       | 1996. november 22.   |
| 33.  | 10. | A guillotine árnyékában (Dead Man Sliding)     | Richard Compton   | Nan Hagan                                                                           | 1996. november 29.   |
| 34.  | 11. | Csúcstechnika (State of the Art)               | John T. Kretchmer | Történet: Schuyler Kent Tévéjáték: Nan Hagan                                        | 1996. december 6.    |
| 35.  | 12. | Kellemes kapzsi ünnepeket (Season's Greedings) | Richard Compton   | Eleah Horwitz                                                                       | 1996. december 20.   |
| 36.  | 13. | A Hasfelmetsző (Murder Most Foul)              | Jeff Woolnough    | David Peckinpah                                                                     | 1997. január 3.      |
| 37.  | 14. | A piramis titka (Slide Like an Egyptian)       | Adam Nimoy        | Scott Smith Miller                                                                  | 1997. január 17.     |
| 38.  | 15. | Az elveszett paradicsom (Paradise Lost)        | Jim Johnston      | Steven Stoliar                                                                      | 1997. január 31.     |
| 39.  | 16. | Menekülés 1. rész (The Exodus: Part 1)         | Jim Charleston    | Történet: John Rhys-Davies Tévéjáték: Tony Blake & Paul Jackson                     | 1997. február 21.    |
| 40.  | 17. | Menekülés 2. rész (The Exodus: Part 2)         | Jefery Levy       | Josef Anderson & Tony Blake & Paul Jackson                                          | 1997. február 28.    |
| 41.  | 18. | A hiúság áldozatai (Sole Survivors)            | David Peckinpah   | Steven Kriozere                                                                     | 1997. március 7.     |
| 42.  | 19. | A betolakodó (The Breeder)                     | Paris Barclay     | Eleah Horwitz                                                                       | 1997. március 14.    |
| 43.  | 20. | Ami az édenből megmaradt (The Last of Eden)    | Allan Eastman     | Josef Anderson                                                                      | 1997. március 28.    |
| 44.  | 21. | A köd birodalma (The Other Slide of Darkness)  | Jeff Woolnough    | Nan Hagan & Scott Smith Miller                                                      | 1997. április 11.    |
| 45.  | 22. | Csúszómászók (Slither)                         | Jim Johnston      | Tony Blake & Paul Jackson                                                           | 1997. április 25.    |
| 46.  | 23. | Dinóvadászat (Dinoslide)                       | Richard Compton   | David Peckinpah                                                                     | 1997. május 2.       |
| 47.  | 24. | Vámpírok (Stoker)                              | Jerry O'Connell   | Josef Anderson                                                                      | 1997. május 9.       |
| 48.  | 25. | Dr. Moreau nyomdokain (This Slide of Paradise) | Jim Johnston      | Nan Hagan                                                                           | 1997. május 16.      |

## 4. évad (1998-1999)
| Sor. | Év. | Cím                                                              | Rendező                 | Író                                                                              | Premier             |
| ---- | --- | ---------------------------------------------------------------- | ----------------------- | -------------------------------------------------------------------------------- | ------------------- |
| 49.  | 1.  | Fogságban (Genesis)                                              | Reza Badiyi             | David Peckinpah                                                                  | 1998. június 8.     |
| 50.  | 2.  | A pokol kapuja (Prophets and Loss)                               | Mark Sobel              | Bill Dial                                                                        | 1998. június 8.     |
| 51.  | 3.  | Az elveszett világ (Common Ground)                               | Reza Badiyi             | Chris Black                                                                      | 1998. június 15.    |
| 52.  | 4.  | Virtuális valóság (Virtual Slide)                                | Richard Compton         | Keith Damron                                                                     | 1998. június 22.    |
| 53.  | 5.  | Megkettőzött világ (World Killer)                                | Reza Badiyi             | Marc Scott Zicree                                                                | 1998. június 29.    |
| 54.  | 6.  | Fivérek (Ó, testvér, merre jársz?) (Oh Brother, Where Art Thou?) | David Peckinpah         | Történet: Chris Black & David Peckinpah Tévéjáték: Bill Dial & Marc Scott Zicree | 1998. július 6.     |
| 55.  | 7.  | Amikor igent kell mondani (Just Say Yes)                         | Jefferson Kibbee        | Richard Manning                                                                  | 1998. július 13.    |
| 56.  | 8.  | Fantomvilág (The Alternateville Horror)                          | David Grossman          | Chris Black                                                                      | 1998. július 20.    |
| 57.  | 9.  | Mindenki a maga keresztjét... (Slidecage)                        | Jerry O'Connell         | Marc Scott Zicree                                                                | 1998. július 27.    |
| 58.  | 10. | Rembrandt románca (Asylum)                                       | Michael Miller          | Bill Dial                                                                        | 1998. augusztus 17. |
| 59.  | 11. | A negyedik birodalom (California Reich)                          | Robert M. Williams, Jr. | Scott Smith Miller                                                               | 1998. augusztus 24. |
| 60.  | 12. | Klónok (The Dying Fields)                                        | David Peckinpah         | William Bigelow                                                                  | 1998. augusztus 31. |
| 61.  | 13. | A Lipschitz-show (Lipschitz Live!)                               | Jerry O'Connell         | Keith Damron                                                                     | 1998. november 30.  |
| 62.  | 14. | A végső megoldás (Mother and Child)                              | Helaine Head            | Richard Manning                                                                  | 1998. december 7.   |
| 63.  | 15. | A hálózat (Net Worth)                                            | Paul Lynch              | Steven Stoliar                                                                   | 1999. január 11.    |
| 64.  | 16. | Tökéletes katonák (Slide by Wire)                                | Robert A. Hudecek       | Chris Black                                                                      | 1999. január 18.    |
| 65.  | 17. | Adathalmaz (Data World)                                          | Jerry O'Connell         | Joel Metzger                                                                     | 1999. március 19.   |
| 66.  | 18. | Kiút Nyugat felé (Way Out West)                                  | David Peckinpah         | Történet: Jerry O'Connell Tévéjáték: Chris Black                                 | 1999. március 26.   |
| 67.  | 19. | Testőrség (My Brother's Keeper)                                  | Reza Badiyi             | Doug Molitor                                                                     | 1999. április 2.    |
| 68.  | 20. | A kút (The Chasm)                                                | Robert A. Hudecek       | William Bigelow                                                                  | 1999. április 9.    |
| 69.  | 21. | Csak kétszer élhetsz (Roads Taken)                               | Jerry O'Connell         | Történet: Marc Scott Zicree Tévéjáték: Bill Dial                                 | 1999. április 16.   |
| 70.  | 22. | Végtelen történet (Revelations)                                  | Robert M. Williams, Jr. | Történet: Marc Scott Zicree Tévéjáték: Bill Dial                                 | 1999. április 23.   |

## 5. évad (1999-2000)
| Sor. | Év. | Cím                                                    | Rendező             | Író                                                                         | Premier              |
| ---- | --- | ------------------------------------------------------ | ------------------- | --------------------------------------------------------------------------- | -------------------- |
| 71.  | 1.  | Szétoszlott élet (The Unstuck Man)                     | Guy Magar           | Történet: Keith Damron & David Peckinpah Tévéjáték: Chris Black & Bill Dial | 1999. június 11.     |
| 72.  | 2.  | Alkalmazott elméletek (Applied Physics)                | David R. Eagle      | Chris Black                                                                 | 1999. június 18.     |
| 73.  | 3.  | Világok határán (Strangers and Comrades)               | Richard Compton     | Keith Damron                                                                | 1999. június 25.     |
| 74.  | 4.  | A nagy mű (The Great Work)                             | Reza Badiyi         | Robert Masello                                                              | 1999. július 9.      |
| 75.  | 5.  | Isteni összetartozás (New Gods for Old)                | Richard Compton     | David Gerrold                                                               | 1999. július 16.     |
| 76.  | 6.  | Vonalkód mindenek felett (Please Press One)            | Paul Lynch          | William Bigelow                                                             | 1999. július 23.     |
| 77.  | 7.  | Az elnök szeretője (A Current Affair)                  | David R. Eagle      | Steven Stoliar                                                              | 1999. július 30.     |
| 78.  | 8.  | Lőj a zongoristára (The Java Jive)                     | Jeff Woolnough      | Jennifer McGinnis & Janet Saunders                                          | 1999. augusztus 6.   |
| 79.  | 9.  | Maggie Backet visszatér (The Return of Maggie Beckett) | Peter Ellis         | Chris Black                                                                 | 1999. augusztus 13.  |
| 80.  | 10. | Szelíd motorosok (Easy Slider)                         | David Peckinpah     | Történet: Jennifer McGinnis & Janet Saunders Tévéjáték: Tim Burns           | 1999. augusztus 20.  |
| 81.  | 11. | Rekviem (Requiem)                                      | Paul Lynch          | Michael Reaves                                                              | 1999. szeptember 10. |
| 82.  | 12. | Az elme kódja (Map of the Mind)                        | Paul Raimondi       | Robert Masello                                                              | 1999. szeptember 17. |
| 83.  | 13. | Meghalsz ezerszer (A Thousand Deaths)                  | David Peckinpah     | Keith Damron                                                                | 1999. szeptember 24. |
| 84.  | 14. | Tengernyi probléma (Heavy Metal)                       | Guy Magar           | Chris Black                                                                 | 1999. október 1.     |
| 85.  | 15. | A nagy gyémántrablás (To Catch a Slider)               | Peter Ellis         | Történet: Chris Black Tévéjáték: Bill Dial                                  | 2000. január 14.     |
| 86.  | 16. | A régmúlt emlékei (Dust)                               | Reynaldo Villalobos | Történet: Chris Black Tévéjáték: Tim Burns & Bill Dial                      | 2000. január 21.     |
| 87.  | 17. | Kísért a múlt (Eye of the Storm)                       | David Peckinpah     | Történet: Eric Morris Tévéjáték: Chris Black                                | 2000. január 28.     |
| 88.  | 18. | A látó (The Seer)                                      | Paul Cajero         | Keith Damron                                                                | 2000. február 4.     |